# Michael Ignatieff
Michael Grant graaf Ignatieff (Toronto, 12 mei 1947) is een Canadees publicist, politicus en hoogleraar internationale betrekkingen. Tussen 2008 en 2011 was hij de liberale oppositieleider in het Lagerhuis van Canada. Hij studeerde in Toronto, Oxford en aan Harvard.
Ignatieff, lid van de van oorsprong grafelijke familie Ignatiew, schreef jarenlang boeken en artikelen over mensenrechten en over militaire interventies. Hij publiceerde onder meer in The Observer, The New Yorker en The New York Times. Ook maakte hij documentaires voor de BBC. Van 2000 tot 2007 was hij hoofd van het Carr Center for Human Rights Policy aan de Harvard-universiteit.
Van 2008 tot 2011 was Ignatieff de leider van de Liberale Partij van Canada en daardoor ook leider van de officiële oppositie in het Canadese Lagerhuis. Hij volgde als zodanig Stéphane Dion op die werd gedwongen vervroegd af te treden als partijleider na een desastreuze verkiezingsuitslag in 2008 en een mislukte poging een coalitieregering te vormen als alternatief tegen de regering van minister-president Stephen Harper van de Conservatieve Partij van Canada. In 2011 diende Ignatieff een motie van wantrouwen tegen de regerende Conservatieven in die door het parlement werd aangenomen. De daaruit voortvloeiende vervroegde verkiezingen van 2 mei 2011 liepen op een debacle uit voor Ignatieff. Niet alleen werd zijn partij met slechts 34 zetels de derde partij van het land maar hij verloor ook zijn eigen parlementszetel van Etobicoke-Lakeshore aan zijn conservatieve uitdager. Kort na de verkiezingen legde hij het partijleiderschap neer.
In juni 2013 werd Ignatieff benoemd tot Cleveringa-hoogleraar aan de Universiteit Leiden, voor het studiejaar 2013-14, op het gebied van internationale betrekkingen. Op 26 november 2013 hield hij zijn inaugurele rede, tevens de Cleveringalezing van dat jaar, getiteld: Civil courage and the moral imagination. In 2007 ontving hij een eredoctoraat van de Universiteit van Tilburg. Op 25 januari 2019 ontving hij een eredoctoraat van de Universiteit Maastricht.

## Publicaties (Nederlands, selectie)
- Waar het bloed kruipt; reizen door het nieuwe nationalisme. Uitgeverij Contact, 1994. ISBN 90-254-0653-X
- Russisch familiealbum. Amsterdam, Cossee, 2001. ISBN 90-417-0460-4 (Oorspr. uitg.: Amsterdam, Veen, 1991. ISBN 90-204-2522-6)
- Afgedwongen vrijheid of hoe Amerika de democratie oplegt. Amsterdam, Cossee, 2003. ISBN 90-5936-028-1
- Het minste kwaad. Politiek en moraal in het tijdperk van het terrorisme. Amsterdam, Cossee, 2004. ISBN 978-90-5936-051-8
- Reis naar het ongerijmde. Roman. Amsterdam, Cossee, 2007. ISBN 978-90-5936-186-7
- Vuur en as. Succes en falen in de politiek. Amsterdam, Cossee, 2013. ISBN 978-90-5936-454-7